# Mount-Jerusalem-Nationalpark
Der Mount-Jerusalem-Nationalpark ist ein Nationalpark im äußersten Nordosten des australischen Bundesstaates New South Wales, 635 km nördlich von Sydney und rund 40 km nördlich von Lismore.
Dort entspringen drei Flüsse, der Tweed River, der Brunswick River und der Richmond River. Im Süden schließt der Nightcap-Nationalpark an.